# 14 (число)
14 (четырнадцать) — натуральное, чётное составное одиозное двузначное число, расположенное между числами 13 и 15. Относительно последовательности простых чисел расположено между 13 и 17.

## Свойства
- Четвёртое число Каталана[2].
- Шестое открытое меандровое число[3].
- Квадрат этого числа — 196.
- Первое число Кита.
- Наименьшее положительное чётное число, не являющееся значением функции Эйлера[4][5].
- Число Бога кубика Рубика 2×2×2 в метрике QTM[6].

## Наука
- 14 — атомный номер кремния.
- (14) Ирена — астероид главного пояса

## Религия
- Родословие Иисуса Христа (Мф. 1:1-17) включает в себя три серии по 14 поколений (14 — гематрия имени Давид, из рода которого должен выйти Мессия)
- 14 стояний крестного пути в католицизме
- Четырнадцать святых помощников в католицизме
- Четырнадцать непорочных в шиизме (ислам)

## В других областях
- Количество строк в сонете и в онегинской строфе.